# Episodi di Perception (seconda stagione)
La seconda stagione della serie televisiva Perception, composta di 14 episodi, è stata trasmessa in prima visione assoluta dal canale via cavo statunitense TNT dal 25 giugno 2013 al 18 marzo 2014.
In Italia la serie è andata in onda in prima visione sul canale satellitare Fox dal 4 settembre 2013 al 30 aprile 2014. In chiaro è stata trasmessa dal 16 luglio al 3 settembre 2015 in seconda serata su Rai 3.
| nº | Titolo originale | Titolo italiano  | Prima TV USA     | Prima TV Italia   |
| -- | ---------------- | ---------------- | ---------------- | ----------------- |
| 1  | Ch-Ch-Changes    | Cambiamenti      | 25 giugno 2013   | 4 settembre 2013  |
| 2  | Alienation       | Alienazione      | 2 luglio 2013    | 11 settembre 2013 |
| 3  | Blindness        | Cecità           | 9 luglio 2013    | 18 settembre 2013 |
| 4  | Toxic            | Tossico          | 16 luglio 2013   | 25 settembre 2013 |
| 5  | Caleidoscope     | Caleidoscopio    | 23 luglio 2013   | 2 ottobre 2013    |
| 6  | Defective        | Difettoso        | 30 luglio 2013   | 9 ottobre 2013    |
| 7  | Neuropositive    | Neuropositività  | 6 agosto 2013    | 16 ottobre 2013   |
| 8  | Asylum           | La giusta cura   | 13 agosto 2013   | 23 ottobre 2013   |
| 9  | Wounded          | Ferite di guerra | 20 agosto 2013   | 30 ottobre 2013   |
| 10 | Warrior          | Seconda chance   | 27 agosto 2013   | 6 novembre 2013   |
| 11 | Curveball        | Palla curva      | 25 febbraio 2014 | 9 aprile 2014     |
| 12 | Brotherhood      | Fratelli         | 4 marzo 2014     | 16 aprile 2014    |
| 13 | Cobra            | Cobra            | 11 marzo 2014    | 23 aprile 2014    |
| 14 | Obsession        | Ossessione       | 18 marzo 2014    | 30 aprile 2014    |